# تورو مورانیشی
تورو مورانیشی (انگلیسی: Toru Muranishi؛ زادهٔ ۹ سپتامبر ۱۹۴۸) کارآفرین اهل ژاپن است.